# Coleophora ptilocharis
Coleophora ptilocharis é uma espécie de mariposa do gênero Coleophora pertencente à família Coleophoridae.